# 1735 w muzyce
Wydarzenia muzyczne w 1735 roku.

## Dzieła
- Tomaso Albinoni – Concerti op. 10
- Johann Sebastian Bach – Clavier-Übung II
- Jan Dismas Zelenka – Gesù al Calvario
- Jan Dismas Zelenka – Litaniae Omnium Sanctorum w a

## Dzieła operowe
- Georg Friedrich Händel – Ariodante
- Georg Friedrich Händel – Alcina
- Antonio Vivaldi – Bajazet
- Antonio Vivaldi – La Griselda

## Urodzili się
- 5 września – Johann Christian Bach, niemiecki kompozytor, syn Johanna Sebastiana Bacha (zm. 1782)

Data dzienna nieznana
- Giusto Fernando Tenducci, włoski śpiewak operowy (sopran), kastrat i kompozytor (zm. 1790)

## Zmarli
- 18 lipca – Johann Krieger, niemiecki kompozytor i organista (ur. 1651)